# Československá mužská basketbalová reprezentace
Československá basketbalová reprezentace reprezentovala Československo v mezinárodních soutěžích basketbalu. Jejím největším úspěchem byl titul mistrů Evropy v roce 1946. Nejlepším výsledkem na mistrovství světa bylo 6. místo roku 1970, na olympijských hrách 5. místo roku 1960. Po rozdělení Československa v roce 1993 vznikly nástupnické česká a slovenská reprezentace.
V navazujícím článku jsou obsaženy statistiky hráčů v československé basketbalové reprezentaci.

## Mistrovství Evropy v basketbale 1935
Československo skončilo na třetím místě na prvním Mistrovství Evropy v basketbale 1935 organizovaném mezinárodní basketbalovou federací FIBA a její FIBA Europe. V kvalifikaci porazilo Francii 23:21 a postoupilo do semifinále, ve kterém prohrálo se Španělskem 17:21. V zápase o třetí místo vyhrálo nad Švýcarskem 25:23.

## Mistrovství Evropy v basketbale 1937
Na Mistrovství Evropy 1937 Československo skončilo sedmé z osmi týmů. V základní skupině prohrálo s Lotyšskem 11:44, Francií 19:26 a Polskem 19:28. Ve skupině o 5.–8. místo prohrálo s Estonskem 20:30. Egypt odstoupil ze soutěže a Československo skončilo tak na 7. místě.

## Mistrovství Evropy v basketbale 1946
Československo se znova zúčastnilo Mistrovství Evropy v roce 1946, na němž znatelně chyběly Baltické země, které dominovaly předválečné soutěži. V základní skupině porazilo Švýcarsko 20:17 a Belgii 38:33, v semifinále Maďarsko 42:28. Ve finále mělo za soupeře do té doby neporaženou Itálií. V poločase sice prohrávalo 18:21, ale patřil mu závěr utkání a po výsledku 34:32 se stalo Československo mistrem Evropy v basketbale mužů. Účast a body za Československo ve finálovém utkání: Josef Křepela 15, Emil Velenský 8, Ivan Mrázek 5, Josef Toms 4, Ladislav Trpkoš 1, Miloš Bobocký 1, Josef Ezr, Jan Hluchý, Jiří Drvota (celkem 9 hráčů a 34 bodů)

## Mistrovství Evropy v basketbale 1947
Československo bylo pořadatelem dalšího Mistrovství Evropy 1947. Obhájci titulu a hostitelé turnaje vyhráli všechny tři zápasy v základní skupině, když porazili Holandsko 93:19, Polsko 51:17 a Rumunsko 64:25, stejně jako v semifinálové skupině Maďarsko 52:48, Francii 32:22 a Belgii 32:29. Československo ve finále proti Sovětskému svazu prohrálo 37:56 a skončilo druhé se stříbrnou medailí. Byl to první z pěti mistrovských zápasů zápasy mezi tehdejšími evropskými basketbalovými titány.

## Mistrovství Evropy v basketbale 1951
Československo nebylo účastníkem Mistrovství Evropy 1949 v Káhiře a startovalo až na Mistrovství Evropy 1951 v Paříži. V základní skupině skončilo druhé, když prohrálo s Belgií 38:51 a porazilo Německou spolkovou republiku 62:30 a Skotsko 103:18. V semifinálové skupině prohrálo se Sovětským svazem 37:53, ale porazilo Řecko 54:40 a Itálii 66:34. V semifinále turnaje vyhrálo nad Francií 59:50, která v domácím prostředí vyhrála druhou semifinálovou skupinu, poté nastoupilo opět ve finále proti dominantnímu Sovětskému svazu.
To byl zdaleka nejtěsnější zápas Sovětského svazu na Mistrovství Evropy. Československu se podařilo vyrovnat v koncovce zápasu na 44:44 a jednu sekundu před koncem zápasu faulovaný Ilmar Kullam házel trestný hod, který sice byl úspěšný, ale jeden rozhodčí signalizoval, že hráč šlápl přitom na čáru během pokusu, proto koš neuznal. Konzultace s dalším rozhodčím nakonec měla za následek uznání bodu a tak Československo ztratilo jeho druhý mistrovský zápas se Sovětským svazem a o jediný bod prohrálo 44:45.
MVP a nejlepší střelec (17,1 bodu na zápas) celého ME 1951 byl Ivan Mrázek.

## Mistrovství Evropy v basketbale 1953
Třikrát za sebou na Mistrovství Evropy 1946, 1947, 1951 Československo se dostalo až do finále, proto čtvrté místo v roce 1953 v Moskvě bylo poněkud zklamáním.
Československo v základní skupině porazilo Itálii 59:43, Rumunsko 49:31 a Švýcarsko 49:33, v osmičlenné finálové skupině Francii 55:47, Maďarsko 44:39, Itálii 43:39 a Egypt 87:33, ale prohrálo se Sovětským svazem 41:49, Jugoslávií 64:66 a Izraelem 53:59. Nakonec skončilo čtvrté. přestože porazilo jak druhé Maďarsko, tak třetí Francii (pátý skončil Izrael), když o pořadí na 2. až 5. místě rozhodly vzájemné zápasy čtyř týmů, které měly 4 vítězství ze 7 zápasů finálové skupiny. Rozhodlo to, že Československo ztratilo vyrovnané zápasy s Izraelem a Jugoslávií.

## Mistrovství Evropy v basketbale 1955
V Budapešti na Mistrovství Evropy 1955 Československo v kvalifikační skupině porazilo Německou spolkovou republiku 113:65, Dánsko 100:28 a Bulharsko 73:68, v osmičlenné finálové skupině sice vyhrálo nad mistrem Evropy Maďarskem 75:65 a třetím Sovětským svazem 81:74, dále Itálií 96:48, Rumunskem 91:69 a Bulharskem 73:67, ale prohrálo s Polskem 68:72 (skončilo páté) a Jugoslávií 49:52 (skončila osmá). Právě tyto dvě porážky připravily Československo o titul mistra Evropy, který získalo Maďarsko. Velmi cenná je však výhra 81:74, kterou odsunulo Sovětský svaz na třetí místo.
Nejlepším střelcem celého ME 1955 byl Miroslav Škeřík (19,1 bodu na zápas).

## Mistrovství Evropy v basketbale 1957
Sofia byla místem dalšího Mistrovství Evropy 1957. Československo vyhrálo bez porážky základní skupinu A, když porazilo Skotsko 123:44, Albánii 71:37 a Jugoslávii 79:61. V osmičlenné finálové skupině porazilo Maďarsko 65:62, Rumunsko 61:55, Jugoslávii 95:74, Polsko 80:61 a Francii 64:62, ale prohrálo s druhým Bulharskem 80:82 a vítězným Sovětským svazem 60:62 a skončilo na třetím místě.
Nejlepším hráčem (MVP) celého ME 1957 byl vyhlášen Jiří Baumruk.

## Mistrovství Evropy v basketbale 1959
V Istanbulu Československo vyhrálo bez porážky skupinu A, když porazilo Španělsko 85:62, Polsko 82:51 a Finsko 93:47, v semifinálové skupině bylo druhé, když porazilo Belgii 76:49, Rumunsko 66:59, ale prohrálo s Francií 49:52. Ve finálové skupině vyhrálo nad Maďarskem 71:61 a po porážce se Sovětským svazem 72:83 skončilo na druhém místě.

## Olympijské hry 1960 – 5. místo
Československo postoupilo na Olympijské hry 1960 na základě výsledků předolympijské kvalifikace 12. 8. 1960– 20. 8. 1960 v Itálii (Bologna), když porazilo Surinam 121:49, Španělsko 64:52, Tchaj-wan 86:67, Sudan 118:46, Kanadu 74-67 a prohrálo jen s Belgií 68:70.
Na olympijských hrách v Římě (26. 8. 1960–10. 9. 1960) Československo vyhrálo skupinu B, když porazilo Jugoslávii 76:64 a Francii 56:53 a prohrálo s Bulharskem 69:75, v semifinálové skupině A bylo třetí po vítězství nad Polskem 88:75 a porážkách od Brazílie 78:85 a domácí Itálie 70:77. Ve skupině o 5.–8. místo porazilo Uruguay 98:72 a v souboji o 5. místo Jugoslávii 98:93 a konečné 5. místo je nejlepší umístění basketbalistů Československa na olympijských hrách, když v rozhodujícím zápase proti Jugoslávii Jiří Baumruk zaznamenal 34 a Bohumil Tomášek 17 bodů.

## Mistrovství Evropy v basketbale 1967
Finská města Helsinki a Tampere hostila 16 týmů dalšího ME. Byla rozdělena do dvou skupin po 8 týmech. Československo vyhrálo skupinu A po vítězstvích nad druhým ve skupině Polskem 90:75, Jugoslávií 74:66, Španělskem 98:65, Belgií 92:72, Holandskem 78:68 a Rumunskem 69:51, když prohrálo jen s domácím Finskem 49:54. V semifinále porazilo Bulharsko 82:79, ve finále podlehlo Sovětskému svazu 77:89 a skončilo na druhém místě. Jiří Zedníček byl vyhlášen nejlepším hráčem (MVP) ME 1967.

## Mistrovství Evropy v basketbale 1969
Italská města Neapol a Caserta hostila ME 1969. Hrálo se ve 2 skupinách po 6 týmech. Skupinu A v Casertě vyhrála bez porážky Jugoslávie, druhý byl Sovětský svaz. Skupinu B v Neapoli vyhrálo bez porážky Československo, druhé bylo Polsko. Československo ve skupině porazilo Polsko 75:60, Itálii 63:62, Španělsko 97:60, Rumunsko 72:70 a Izrael 90:82. V semifinále podlehlo Sovětskému svazu 69:83 a v utkání o 3. místo vyhrálo nad Polskem 77:75. Výsledkem byla bronzová medaile.

## Mistrovství Evropy v basketbale 1977
Belgická města Lutych a Ostende hostila ME 1977. Hrálo se ve 2 skupinách po 6 týmech. Skupinu A v Lutychu vyhrála bez porážky Itálie před Sovětským svazem (vzájemný zápas 95:87), skupinu B v Ostende vyhrálo bez porážky Československo, druhou Jugoslávii porazilo 111:103, dále Holandsko 90:73, domácí Belgii 67:61, Španělsko 73:70, Finsko 110:85. V semifinále podlehlo Sovětskému svazu 61:74 a v utkání o 3. místo porazilo Itálii 91:82.

## Mistrovství Evropy v basketbale 1981
Praha, Bratislava a Ostrava hostily 22. mistrovství Evropy. Začalo se ve dvou skupinách se 6 týmy. Ve skupině A v Bratislavě Československo skončilo druhé po vítězných utkáních s Řeckem 95:70, Anglií 71:62, Francií 72:69, Izraelem 86:85 a porážce od Španělska 69:72. Skupinu B v Ostravě vyhrál Sovětský svaz před Jugoslávií a Itálií. Do finálové skupiny v Praze postoupilo 6 týmů. Československo po vítězství nad Itálií 100:83 a porážkách od Sovětského svazu 84:110 a Jugoslávie 86:95 skončilo ve finálové skupině na čtvrtém místě, ale v zápase o konečné třetí místo vyhrálo nad Španělskem a oplatilo mu tak porážku ze skupiny. Výsledkem byla bronzová medaile.

## Mistrovství Evropy v basketbale 1985
Německá města hostila 24. ME. Boje ve dvou skupinách po 6 týmech byly velmi vyrovnané. Skupinu A v Karlsruhe vyhrála Jugoslávie, skupinu B v Leverkusenu Itálie, oba vítězové skupin měli po jedné porážce, stejně jako ještě další 3 týmy. Československo ve skupině B porazilo Holandsko 104:66 a Izrael 83:82, prohrálo s vítězem skupiny Itálií 82:80, Bulharskem 68:84 a domácím Německem 83:101. Ve Stuttgartu Československo senzačně ve čtvrtfinále vyhrálo nad vítězem skupiny A Jugoslávií 102:91, poté v semifinále nad Španělskem 98:95, podlehlo až ve finále Sovětskému svazu 89:120 a opět získalo stříbrné medaile.

## 1935–1939 – sestavy
- 1935 Mistrovství Evropy: Československo třetí mezi 10 týmy

Josef Klíma, Jiří Čtyřoký, Jan Feřtek, Josef Franc, František Hájek, Josef Moc, František Picek, Václav Voves (trenér: Čestmír Škarda)
- 1936 Olympijské hry: Československo jedenácté mezi 21 týmy

Jiří Čtyřoký, Josef Klíma, František Picek, Josef Moc, František Hájek, Ludvík Dvořáček, Alois Dvořáček, Vítězslav Hloušek, Karel Kühn, Ladislav Prokop, Ladislav Trpkoš, Hubert Prokop (trenér: František M. Marek)
- 1937 Mistrovství Evropy: Československo sedmé mezi 8 týmy

Jan Kozák, Josef Klíma, Ladislav Prokop, Josef Bartoníček, Ludvík Dvořáček, Silverius Labohý, Zdeněk Schöller, Bertan Štorkán (trenér: František M. Marek)

## 1946–1992 – sestavy, zápasy a body hráčů
- 1946 Mistrovství Evropy (Ženeva): Československo mistrem Evropy mezi 10 týmy

Josef Křepela 31 bodů/ 4 zápasy, Ivan Mrázek 29 /4, Miloš Bobocký 18 /4, Emil Velenský 18 /3, Ján Hluchý 15 /4, Ladislav Trpkoš 8 /4, Josef Toms 6 /2, Jiří Drvota 4 /2, Josef Ezr 4 /2, Gustáv Herrmann 1 /1, Pavel Nerad, Ladislav Šimáček, František Stibitz, Vladimír Vondráček, (trenér: František Hájek) 

celkem 134 bodů ve 4 zápasech (4 vítězství – 0 porážek)
- 1947 Mistrovství Evropy (Praha): Československo druhé mezi 14 týmy

Ivan Mrázek 96 bodů /7 zápasů, Emil Velenský 83 /7, Vladimír Vondráček 44 /4, Karel Bělohradský 30 /6, Ladislav Trpkoš 30 /7, Miroslav Dostál 23 /4, Václav Krása 16 /6, Josef Toms 10 /4, Jan Kozák 8 /2, Jiří Drvota 6 /2, Miloš Bobocký 5 /1, Milan Fráňa 4 /5, Gustáv Herrmann 4 /3, Josef Ezr 2 /1 (trenér: Josef Fleischlinger),

celkem 361 bodů v 7 zápasech (6:1)
- 1948 Olympijské hry (Londýn): Československo sedmé mezi 23 týmy

Ivan Mrázek 80 bodů /8 zápasů, Ctirad Benáček 70 /7, Jan Kozák 51 /7, Josef Křepela 48 /8, Zoltán Krenický 17 /4, Josef Toms 14 /2, Jiří Chlup 8 /4, Jiří Drvota 8 /3, Václav Krása 7 /6, Ladislav Trpkoš 6 /8, Karel Bělohradský 3 /4, Jiří Siegel 3 /4, Josef Ezr 0 /3, Josef Kalina, (trenér: Josef Fleischlinger), 

celkem 315 bodů v 8 zápasech (5:3)
- 1951 Mistrovství Evropy (Paříž): Československo druhé mezi 17 týmy

Ivan Mrázek 137 bodů /8 zápasů, Jan Kozák 100 /8, Jaroslav Šíp 88 /7, Miloš Nebuchla 49 /6, Miroslav Škeřík 25 /8, Jiří Matoušek 23 /7, Miroslav Baumruk 14 /6, Zdeněk Bobrovský 11 /3, Jiří Baumruk 8 /3, Arnošt Novák 6 /6, Karel Sobota 2 /1, Zdeněk Rylich, Stanislav Vykydal, Jindřich Kinský, Zoltán Krenický, Karel Bělohradský (trenér: Josef Andrle), 
celkem 463 bodů v 8 zápasech (5:3)
- 1952 Olympijské hry (Helsinky): Československo desáté mezi 23 týmy

Ivan Mrázek 66 bodů /3 zápasy, Jaroslav Šíp 32 /3, Miroslav Škeřík 16 /3, Lubomír Kolář 13 /2, Jan Kozák 12 /3, Eugen Horniak 8 /3, Jiří Baumruk 4 /2, Jiří Matoušek 4 /3, Josef Ezr 3 /1, Zdeněk Bobrovský 2 /1, Miloslav Kodl 1 /2, Zdeněk Rylich 0 /2, Miroslav Baumruk, Jaroslav Tetiva (trenér: Josef Fleischlinger), 

celkem 161 bodů ve 3 zápasech (1:2)
- 1953 Mistrovství Evropy (Moskva): Československo čtvrté mezi 17 týmy

Jaroslav Šíp 118 bodů /10 zápasů, Ivan Mrázek 116 /10, Lubomír Kolář 62 /8, Zdeněk Bobrovský 60 /10, Miroslav Škeřík 49 /9, Zdeněk Rylich 44 /10, Jan Kozák 40 /8, Jindřich Kinský 38 /8, Jaroslav Tetiva 31 /10, Jiří Baumruk 17 /4, Eugen Horniak 10 /3, Eman Skronský 7 /4, Rudolf Stanček 3 /1, Radoslav Sís 0 /1, (trenér: Lubomír Dobrý),

celkem 595 bodů v 10 zápasech (7:3)
- 1955 Mistrovství Evropy (Budapešť): Československo druhé mezi 18 týmy

Miroslav Škeřík 191 bodů /10 zápasů, Ivan Mrázek 104 /10, Jaroslav Šíp 101 /10, Jaroslav Tetiva 77 /9, Zdeněk Bobrovský 73 /9, Zdeněk Rylich 52 /9, Jiří Matoušek 47 /9, Jan Kozák 42 /9, Jiří Baumruk 40 /9, Lubomír Kolář 32 /5, Dušan Lukášik 17 /5, Milan Merkl 17 /2, Eugen Horniak 13 /5, Radoslav Sís 13 /4. (trenér: Josef Fleischlinger), 

celkem 819 bodů v 10 zápasech (8:2)
- 1957 Mistrovství Evropy (Sofia, Bulharsko): Československo třetí mezi 16 týmy

Jiří Baumruk 169 bodů /10 zápasů, Miroslav Škeřík 155 /10, Jaroslav Šíp 105 /10, Jaroslav Tetiva 90 /10, Milan Merkl 62 /9, Zdeněk Bobrovský 44 /9, Zdeněk Rylich 41 /10, Nikolaj Ordnung 26 /7, Lubomír Kolář 25 /7, Jaroslav Chocholáč 21 /4, Dušan Lukášik 20 /8, Jiří Tetiva 20 /5, (trenér: Gustáv Herrmann),

celkem 778 bodů v 10 zápasech (8:2)
- 1959 Mistrovství Evropy (Istanbul): Československo druhé mezi 17 týmy

Jiří Baumruk 130 bodů /8 zápasů, Jaroslav Tetiva 102 /8, František Konvička 69 /7, Dušan Lukášik 63 /8, Bohumil Tomášek 48 /7, Jaroslav Šíp 41 /7, Miroslav Škeřík 41 /8, Zdeněk Rylich 32 /8, Jaroslav Křivý 31 /7, Boris Lukášik 23 /7, Bohuslav Rylich 8 /4, Jiří Šťastný 6 /2, (trenér: Gustáv Herrmann), 

celkem 594 bodů v 8 zápasech (6:2)
- 1960 Předolympijská kvalifikace (Itálie): Československo první mezi 18 týmy a kvalifikovalo se na OH

Bohumil Tomášek 85 bodů /5 zápasů, František Konvička 80 /6, Jiří Baumruk 68 /5, Zdeněk Rylich 59 /6, Boris Lukášik 49 /6, Dušan Lukášik 49 /5, Zdeněk Bobrovský 48 /6, Jaroslav Tetiva 36 /5, Zdeněk Konečný 20 /4, Jiří Šťastný 20 /3, Vladimír Pištělák 13 /3, Jindřich Kinský 4 /3, Jiří Tetiva, (trenér: Ivan Mrázek),

celkem 531 bodů v 6 zápasech (5:1)
- 1960 Olympijské hry (Řím): Československo páté mezi 16 týmy

Jiří Baumruk 147 bodů /8 zápasů, Bohumil Tomášek 103 /8, Zdeněk Bobrovský 90 /8, Boris Lukášik 89 /8, Zdeněk Konečný 64 /8, Jaroslav Tetiva 63 /8, František Konvička 49 /7, Bohuslav Rylich 17 /4, Jiří Šťastný 7 /2, Jindřich Kinský 4 /4, Dušan Lukášik, Vladimír Pištělák (trenér: Ivan Mrázek), 

celkem 633 bodů v 8 zápasech (5:3)
- 1961 Mistrovství Evropy (Bělehrad): Československo páté mezi 19 týmy

František Konvička 73 bodů /7 zápasů, Zdeněk Bobrovský 72 /8, Bohumil Tomášek 69 /8, Jiří Baumruk 65 /8, Bohuslav Rylich 67 /8, Jaroslav Tetiva 46 /8, František Pokorný 36 /7, Zdeněk Konečný 29 /8, Vladimír Pištělák 24 /7, Jiří Marek 7 /5, Miloš Pražák 5 /2, Vladimír Lodr 0 /2, (trenér: Ladislav Krnáč), 

celkem 493 bodů v 8 zápasech (4:4)
- 1963 Mistrovství Evropy (Wroclaw, Polsko): Československo desáté mezi 16 týmy

František Konvička 110 bodů /8 zápasů, Boris Lukášik 95 /9, Vladimír Pištělák 89 /9, Jiří Růžička 58 /8, Jaroslav Tetiva 58 /8, Bohumil Tomášek 57 /9, Miloš Pražák 33 /7, Bohuslav Rylich 33 /8, Jan Bobrovský 28 /5, Zdeněk Konečný 26 /7, Jiří Zídek 11 /5, Robert Mifka 7 /3, (trenér: Ivan Mrázek), 

celkem 607 bodů v 9 zápasech (4:5)
- 1965 Mistrovství Evropy (Moskva): Československo sedmé mezi 16 týmy

František Konvička 10 bodů /6 zápasů, Jiří Zídek 98 /7, Jiří Růžička 81 /7, Jan Bobrovský 63 /7, Vladimír Pištělák 56 /6, Robert Mifka 38 /7, Bohumil Tomášek 35 /5, Karel Baroch 33 /5, Jiří Šťastný 24 /7, Jiří Ammer 23 /4, Jiří Zedníček 8 /4, Ján Hummel 0 /1, (trenér: Vladimír Heger), Poznámka: chybí statistika ze zápasů s NDR (73:55) a Itálií (69:78), 

celkem 566 bodů v 9 zápasech (6:3)
- 1967 Mistrovství Evropy (Helsinky): Československo druhé mezi 16 týmy

Jiří Zídek 124 bodů /9 zápasů, Jiří Zedníček 113 /9, Jan Bobrovský 88 /9, František Konvička 76 /8, Vladimír Pištělák 71 /7, Jiří Ammer 59 /7, Jiří Růžička 52 /9, Robert Mifka 48 /8, Karel Baroch 41 /5, Bohumil Tomášek 19 /4, Jiří Marek 17 /6, Celestín Mrázek 1 /2, (trenér: Vladimír Heger), 

celkem 709 bodů v 9 zápasech (7:2)
- 1968 Předolympijská kvalifikace (Bulharsko): Československo čtvrté mezi 14 týmy, na OH nepostoupilo

Jiří Zídek 93 bodů /8 zápasů, Robert Mifka 87 /7, Vladimír Pištělák 80 /7, Jan Bobrovský 72 /8, Karel Baroch 69 /8, Jiří Růžička 62 /7, František Konvička 53 /8, Jiří Zedníček 50 /5, Zdeněk Douša 39 /5, Milan Voračka 31 /3, Jiří Ammer 22 /6, Zdeněk Vlk 2 /2, (trenér Vladimír Heger), 

celkem 660 bodů v 8 zápasech (5:3)
- 1969 Mistrovství Evropy (Neapol, Itálie): Československo třetí mezi 12 týmy

Jiří Zedníček 91 bodů /6 zápasů, Jiří Zídek 88 /7, Jiří Růžička 58 /6, Jan Bobrovský 56 /7, Robert Mifka 49 /7, Petr Novický 43 /7, Jiří Konopásek 42 /5, Karel Baroch 37 /6, František Konvička 33 /4, Vladimír Pištělák 24 /4, Jiří Ammer 18 /5, Jan Blažek 4 /1, (trenér: Nikolaj Ordnung), 

celkem 543 bodů v 7 zápasech (6:1)
- 1970 Mistrovství světa (Lublaň): Československo šesté mezi 13 týmy

Jiří Zídek 167 bodů /9 zápasů, Jan Bobrovský 113 /8, Jiří Zedníček 109 /9, Jiří Pospíšil 71 /9, Petr Novický 44 /9, Jiří Růžička 43 /8, Jiří Ammer 42 /9, Robert Mifka 41 /9, Zdeněk Douša 22 /5, Jaroslav Kovář 22 /7, Milan Voračka 21 /5, Jiří Konopásek 7 /5, (trenér: Nikolaj Ordnung), 

celkem 702 bodů v 9 zápasech (4:5)
- 1971 Mistrovství Evropy (Essen, Německo): Československo páté mezi 12 týmy

Jiří Zídek 143 bodů /7 zápasů, Jiří Zedníček 108 /7, Karel Baroch 67 /7, Jan Bobrovský 63 /7, Kamil Brabenec 49 /6, Jiří Růžička 46 /6, Zdeněk Kos 32 /6, Petr Novický 23 /6, Robert Mifka 20 /4, Jiří Konopásek 16 /4, Jiří Pospíšil 12 /4, Bronislav Sako 8 /1, (trenér: Nikolaj Ordnung), 

celkem bodů 587 v 7 zápasech (4:3)
- 1972 Předolympijská kvalifikace (Nizozemsko): Československo druhé mezi 17 týmy a postoupilo na OH 1972

Jiří Zídek 161 bodů /9 zápasů, Jiří Zedníček 93 /9, Jan Bobrovský 89 /9, Kamil Brabenec 77 /9, Zdeněk Kos 70 /8, Jiří Růžička 64 /9, Petr Novický 54 /9, Zdeněk Douša 42 /8, Jiří Ammer 38 /9, Jan Blažek 38 /7, Jiří Balaštík 32 /8, Jiří Konopásek 19 /9, (trenér: Vladimír Heger),

celkem 777 bodů v 9 zápasech (8:1)
- 1972 Olympijské hry Mnichov: Československo osmé mezi 16 týmy

Jiří Zídek 114 bodů /9 zápasů, Jiří Pospíšil 85 /9, Jan Bobrovský 82 /9, Jiří Zedníček 81 /9, Kamil Brabenec 66 /9, Zdeněk Kos 64 /9, Petr Novický 59 /9, Jiří Balaštík 47 /9, Jan Blažek 18 /7, Jiří Růžička 14 /5, Zdeněk Douša 11 /5, Jiří Konopásek 8 /7, (trenér: Vladimír Heger),

celkem 692 bodů v 9 zápasech (4:5)
- 1973 Mistrovství Evropy (Barcelona): Československo čtvrté mezi 12 týmy

Jiří Pospíšil 105 bodů /7 zápasů, Jiří Zídek 105 /7, Kamil Brabenec 73 /7, Zdeněk Kos 59 /7, Jiří Balaštík 30 /7, Gustáv Hraška 28 /6, Vojtěch Petr 27 /6, Petr Novický 23 /7, Jan Bobrovský 20 /2, Jan Blažek 14 /5, Josef Klíma 8 /7, Jiří Zedníček 1 /1, (trenér: Vladimír Heger), 

celkem 493 bodů v 7 zápasech (4:3)
- 1974 Mistrovství světa (Portoriko): Československo desáté mezi 14 týmy

Jiří Zídek) 126 bodů /7 zápasů, Kamil Brabenec 124 /7, Zdeněk Kos 102 /7, Jan Bobrovský 74 //7, Jaroslav Beránek 50 /7, Jiří Zedníček 46 /7, Zdeněk Douša 44 /7, Pavel Pekárek 27 /5, Gustáv Hraška 23 /6, Vojtěch Petr 19 /5, Zdeněk Hummel 10 /7, Jaroslav Skála 8 /7, (trenér: Vladimír Heger), 

celkem 653 bodů v 7 zápasech (4:3)
- 1975 Mistrovství Evropy (Bělehrad): Československo šesté mezi 12 týmy

Jiří Pospíšil 99 bodů/7 zápasů, Kamil Brabenec 89 /7, Zdeněk Kos 71 /7, Stanislav Kropilák 68 /7, Gustáv Hraška 55 /7, Jaroslav Beránek 53 /7, Zdeněk Douša 52 /7, Jaroslav Skála 20 /5, Jaroslav Kantůrek 13 /5, Jiří Štaud 7 /4, Josef Nečas 6 /3, Vlastibor Klimeš 5 /3, (trenér: Vladimír Heger), 

celkem 538 bodů v 7 zápasech (3:4)
- 1976 Předolympijská kvalifikace (Kanada): Československo druhé mezi 13 týmy a postoupilo na OH 1976

Kamil Brabenec 168 bodů /7 zápasů, Stanislav Kropilák 90 /7, Zdeněk Kos 89 /8, Gustáv Hraška 77 /8, Jiří Pospíšil 70 /8, Zdeněk Douša 56 /7, Vojtěch Petr 55 /8, Vladimír Padrta 36 /4, Jiří Konopásek 22 /8, Justin Sedlák 15 /4, Jaroslav Kantůrek 9 /5, Vladimír Ptáček 8 /3, (trenér: Vladimír Heger),

celkem 695 bodů v 8 zápasech (6:2)
- 1976 Olympijské hry (Montréal): Československo šesté mezi 12 týmy

Kamil Brabenec 113 bodů /6 zápasů,Stanislav Kropilák 107 /7, Jiří Pospíšil 79 /7, Gustáv Hraška 75 /7, Zdeněk Douša 56 /7, Zdeněk Kos 40 /6, Justin Sedlák 29 /5, Vojtěch Petr 26 /6, Vladimír Padrta 22 /4, Jiří Konopásek 20 /7, Jaroslav Kantůrek 11 /6, Vladimír Ptáček 6 /1, (trenér: Vladimír Heger), 

celkem 584 bodů v 7 zápasech (3:4)
- 1977 Mistrovství Evropy (Lutych, Belgie): Československo třetí mezi 12 týmy

Kamil Brabenec 162 bodů /7 zápasů, Jiří Pospíšil 119 /7, Stanislav Kropilák 95 /7, Zdeněk Kos 84 /7, Vojtěch Petr 50 /5, Gustáv Hraška 39 /7, Zdeněk Douša 19 /4, Vlastibor Klimeš 14 /5, Pavol Bojanovský 12 /3, Vladimír Ptáček 9 /2, Jiří Konopásek 2 /3, Josef Nečas 2 /1, (trenér: Pavel Petera),

celkem 607 bodů v 7 zápasech (6:1)
- 1978 Mistrovství světa (Manila, Filipíny): Československo deváté mezi 14 týmy

Kamil Brabenec 188 bodů /7 zápasů, Stanislav Kropilák 109 /7, Zdeněk Kos 106 /7, Vlastibor Klimeš 73 /7, Marian Kotleba 45 /5, Gustáv Hraška 44 /7, Zdeněk Douša 30 /4, Vladimír Ptáček 28 /4, Vojtěch Petr 23 /6, Vlastimil Havlík 14 /7, Pavol Bojanovský 10 /4, Jiří Pospíšil 10 /7, (trenér: Pavel Petera), 

celkem 680 bodů v 7 zápasech (5:2)
- 1979 Mistrovství Evropy (Turín, Itálie): Československo čtvrté mezi 12 týmy

Kamil Brabenec 158 bodů /8 zápasů, Zdeněk Kos 101 /8, Stanislav Kropilák 89 /8, Jiří Pospíšil 82 /8, Gustáv Hraška 54 /6, Vlastibor Klimeš 52 /8, Jaroslav Skála 52 /8, Vojtěch Petr 32 /5, Vlastimil Havlík 24 /7, Peter Rajniak 24 /4, Zdeněk Douša 7 /1, Zdeněk Böhm 0 /1, (trenér: Pavel Petera), 

celkem 675 bodů v 8 zápasech (4:4)
- 1980 Předolympijská kvalifikace (Švýcarsko): Československo druhé mezi 19 týmy a postoupilo na OH 1980

Kamil Brabenec 166 bodů /9 zápasů, Stanislav Kropilák 127 /10, Zdeněk Kos 96 /9, Jaroslav Skála 81 /10, Vlastimil Havlík 80 /10, Gustáv Hraška 76 /10, Vlastibor Klimeš 76 /9, Peter Rajniak 65 /6, Zdeněk Douša 40 /6, Jiří Pospíšil 34 /7, Justin Sedlák 21 /3, Jiří Jandák 16 /2, (trenér: Pavel Petera),

celkem 878 bodů v 10 zápasech (8:2)
- 1980 Olympijské hry (Moskva): Československo deváté mezi 12 týmy

Stanislav Kropilák 184 bodů /7 zápasů, Kamil Brabenec 123 /7, Zdeněk Kos 54 /7, Jaroslav Skála 50 /7, Peter Rajniak 40 /5, Gustáv Hraška 38 /6, Vlastimil Havlík 35 /7, Vlastibor Klimeš 35 /7, Jiří Pospíšil 25 /5, Dušan Žáček 23 /3, Zdeněk Douša 15 /5, Pavol Bojanovský 4 /2, (trenér: Pavel Petera), 

celkem 626 bodů v 7 zápasech (3:4)
- 1981 Mistrovství Evropy (Praha): Československo třetí mezi 12 týmy

Kamil Brabenec 148 bodů /9 zápasů, Jaroslav Skála 126 /9, Stanislav Kropilák 124 /9, Zdeněk Kos 94 /9, Vlastimil Havlík 64 /8, Vlastibor Klimeš 60 /9, Vojtěch Petr 41 /7, Gustáv Hraška 40 /7, Peter Rajniak 26 /6, Zdeněk Böhm 13 /4, Juraj Žuffa 13 /5, Justin Sedlák 7 /3, (trenér: Pavel Petera), 

celkem 756 bodů v 9 zápasech (5:4)
- 1982 Mistrovství světa (Kolumbie): Československo desáté mezi 13 týmy

Stanislav Kropilák 135 bodů /7 zápasů, Gustáv Hraška 126 /7, Juraj Žuffa 96 /7, Zdeněk Kos 88 /7, Jaroslav Skála 65 /7, Dušan Žáček 39 /6, Vojtěch Petr 34 /6, Vladimír Ptáček 30 /6, Zdeněk Böhm 28 /4, Vlastimil Havlík 24 /6, Vlastibor Klimeš 13 /5, Peter Rajniak 0 /1, (trenér: Pavel Petera),

celkem 678 bodů v 7 zápasech (4:3)
- 1983 Mistrovství Evropy (Nantes, Francie): Československo desáté mezi 12 týmy

Stanislav Kropilák 149 bodů /7 zápasů, Peter Rajniak 104 /7, Gustáv Hraška 86 /7, Zdeněk Böhm 64 /7, Jaroslav Skála 44 /7, Juraj Žuffa 34 /7, Vlastimil Havlík 25 /6, Vladimír Ptáček 22 /5, Jiří Okáč 18/6, Vojtěch Petr 8 /5, Jiří Jandák 6 /2, Blažej Mašura 6 /2, (trenér: Pavel Petera), 

celkem 566 bodů v 7 zápasech (2:5)
- 1985 Mistrovství Evropy (Stuttgart, Německo): Československo druhé mezi 12 týmy

Kamil Brabenec 143 bodů /8 zápasů, Peter Rajniak 128 /8, Stanislav Kropilák 122 /8, Jaroslav Skála 94 /8, Vlastimil Havlík 89 /8, Oto Matický 44 /5, Jiří Okáč 30 /6, Zdeněk Böhm 28 /7, Juraj Žuffa 11 /4, Igor Vraniak 11 /4, Leoš Krejčí 9 /4, Vladimír Vyoral 8 /3, (trenér: Pavel Petera, asistent Lubomír Dobrý), 

celkem 717 bodů v 8 zápasech (4:4)
- 1987 Mistrovství Evropy (Athény, Řecko): Československo osmé mezi 12 týmy

Stanislav Kropilák 118 bodů /8 zápasů, Kamil Brabenec 92 /8, Josef Jelínek 91 /7, Oto Matický 88 /8, Vlastimil Havlík 86 /7, Juraj Žuffa 66 /8, Jiří Okáč 64 /8, Jaroslav Skála 34 /6, Štefan Svitek 28 /8, Peter Rajniak 20 /4, Leoš Krejčí 18 /6, Jozef Michalko 5 /2, (trenér: Pavel Petera,, asistent Lubomír Dobrý), 

celkem bodů 710 v 8 zápasech (2:6)
- 1991 Mistrovství Evropy (Řím, Itálie): Československo šesté mezi 8 týmy

Július Michalík 58 bodů /5 zápasů, Jan Svoboda 52 /5, Michal Ježdík 48 /4, Jiří Okáč 45 /5, Pavel Bečka 44 /5, Václav Hrubý 41 /5, Leoš Krejčí 33 /5, Vladimír Vyoral 32 /5, Stanislav Kameník 27 /4, Štefan Svitek 27 /3, Richard Petruška 21 /2, Jozef Michalko 19 /5, (trenér: Jan Bobrovský),

celkem 447 bodů v 5 zápasech (2:3)
- 1992 Předolympijská evropská kvalifikace (Španělsko): Československo šesté mezi 25 týmy a nekvalifikovalo se na OH 1992

Pavel Bečka 111 bodů /9 zápasů, Oto Matický 97 /9, Štefan Svitek 95 /9, Michal Ježdík 87 /9, Václav Hrubý 64 /9, Július Michalík 63 /9, Jiří Okáč 54 /4, Stanislav Kameník 51 /9, Leoš Krejčí 42 /7, Petr Treml 15 /2, Martin Buňák 8 /1, Jozef Ďurček 6 /1, (trenér Jan Bobrovský, asistent Miroslav Rehák),

celkem 693 bodů v 9 zápasech (5:4), chybí statistika 2 zápasů (proti Litvě 73:80 a SSSR 60:88)

## Mistrovství světa
| Rok/pořádající země | Účast                           |
| ------------------- | ------------------------------- |
| MS 1950 Argentina   | Ne                              |
| MS 1954 Brazílie    | Ne                              |
| MS 1959 Chile       | Ne                              |
| MS 1963 Brazílie    | Ne                              |
| MS 1967 Uruguay     | Ne                              |
| MS 1970 Jugoslávie  | 6. místo                        |
| MS 1974 Portoriko   | 10. místo                       |
| MS 1978 Filipíny    | 9. místo                        |
| MS 1982 Kolumbie    | 10. místo                       |
| MS 1986 Španělsko   | Ne                              |
| MS 1990 Argentina   | Ne                              |
| Celkem              | Účast – 5× · – 0× · – 0× · – 0× |

## Mistrovství Evropy
| Rok/pořádající země | Účast                            |
| ------------------- | -------------------------------- |
| ME 1935 Švýcarsko   | Bronzová medaile                 |
| ME 1937 Lotyšsko    | 7. místo                         |
| ME 1939 Litva       | Ne                               |
| ME 1946 Švýcarsko   | Zlatá medaile                    |
| ME 1947 ČSR         | Stříbrná medaile                 |
| ME 1949 Egypt       | Ne                               |
| ME 1951 Francie     | Stříbrná medaile                 |
| ME 1953 SSSR        | 4. místo                         |
| ME 1955 Maďarsko    | Stříbrná medaile                 |
| ME 1957 Bulharsko   | Bronzová medaile                 |
| ME 1959 Turecko     | Stříbrná medaile                 |
| ME 1961 Jugoslávie  | 5. místo                         |
| ME 1963 Polsko      | 10. místo                        |
| ME 1965 SSSR        | 7. místo                         |
| ME 1967 Finsko      | Stříbrná medaile                 |
| ME 1969 Itálie      | Bronzová medaile                 |
| ME 1971 Německo     | 5. místo                         |
| ME 1973 Španělsko   | 4. místo                         |
| ME 1975 Jugoslávie  | 6. místo                         |
| ME 1977 Belgie      | Bronzová medaile                 |
| ME 1979 Itálie      | 4. místo                         |
| ME 1981 ČSSR        | Bronzová medaile                 |
| ME 1983 Francie     | 10. místo                        |
| ME 1985 Německo     | Stříbrná medaile                 |
| ME 1987 Řecko       | 8. místo                         |
| ME 1989 Jugoslávie  | Ne                               |
| ME 1991 Itálie      | 6. místo                         |
| Celkem              | Účast – 24× · – 1× · – 6× · – 5× |

## Olympijské hry
| Rok/pořádající země | Účast                           |
| ------------------- | ------------------------------- |
| Berlín 1936         | 9. místo                        |
| Londýn 1948         | 7. místo                        |
| Helsinky 1952       | 10. místo                       |
| Melbourne 1956      | Ne                              |
| Řím 1960            | 5. místo                        |
| Tokio 1964          | Ne                              |
| Mexiko 1968         | Ne                              |
| Mnichov 1972        | 8. místo                        |
| Montreal 1976       | 6. místo                        |
| Moskva 1980         | 9. místo                        |
| Los Angeles 1984    | Ne                              |
| Soul 1988           | Ne                              |
| Barcelona 1992      | Ne                              |
| Celkem              | Účast – 7× · – 0× · – 0× · – 0× |